# Мартіна Маджо
Мартіна Маджо (італ. Martina Maggio; нар. 26 липня 2001, Віллазанта, Італія) — італійська гімнастка. Чемпіонка Європи серед юніорів в опорному стрибку. Членкиня збірної Італії на Олімпійських іграх 2020 у Токіо, Японія.

## Біографія
Була прапороносцем Італії на Європейському юнацькому олімпійському фестивалі 2015 року в Тбілісі, Грузії.

## Спортивна кар'єра
Почала займатися спортивною гімнастикою в п'ятирічному віці в Віллазанті, Італія.
Тренується в Міжнародній академії в Брешія, Італія, у Енріко Каселло з 2015 року.

#### 2017
Дебютувала в дорослій збірній.
У серпні отримала вивих колінної чашечки правої ноги, що завадило участі в чемпіонаті світу в Монреалі, Канада.

#### 2018
Повернулась до змагань, але повторно пошкодила травмоване праве коліно, що змусило пропустити чемпіонат Європи в Глазго.

#### 2019
На чемпіонаті світу в Штутгарті, Німеччина, була запасною, коли команда Італії, яка складалась з Дезіре Карофігліо, Еліси Іоріо, Джорджії Вілла, Аліси Д'Амато та Асії Д'Амато в командному багаторстві сенсаційно здобули бронзові нагороди, що стало повторенням найкращого результату італійської збірної в командних змаганнях з чемпіонату світу 1950 року, крім того, здобули командну олімпійську ліцензію на Олімпійські ігри 2020 у Токіо, Японія.

## Результати на турнірах
| Рік                | Змагання           | КБ | ІБ | Опорний стрибок | Різновисокі бруси | Колода | Вільні вправи |
| ------------------ | ------------------ | -- | -- | --------------- | ----------------- | ------ | ------------- |
| Юніорські змагання |                    |    |    |                 |                   |        |               |
| 2016               | Чемпіонат Європи   | 4  |    | 1               |                   |        |               |
| Дорослі змагання   |                    |    |    |                 |                   |        |               |
| 2017               | Чемпіонат Європи   |    | 6  |                 |                   |        |               |
| 2020               | Чемпіонат Італії   |    | 3  |                 | 2                 | 1      | 6             |
| 2021               | Італійська Серія А | 1  | 1  |                 |                   |        |               |
| 2021               | Чемпіонат Європи   |    | 6  |                 |                   | 5      | 4             |
| 2021               | Чемпіонат Італії   |    | 3  |                 |                   |        |               |
| 2021               | Олімпійські ігри   |    | 19 |                 |                   |        |               |